# Trichomanes pygmaeum
Trichomanes pygmaeum là một loài thực vật có mạch trong họ Hymenophyllaceae. Loài này được C. Chr. miêu tả khoa học đầu tiên năm 1920.